# تأخر التثبيط الكامن
التثبيط الكامن (بالإنجليزية:Latent Inhibition، اختصار:LL) هو مصطلح ذو صلة مباشرة بطريقة ملاحظة الدماغ للمؤثرات الحسية المألوفة، إذ تاخذ الأخيرة وقتا أطول من المعتاد حتى يعتبرها الدماغ كإشارات أو سيالات عصبية، مقارنة مع المؤثرات الجديدة.
فعلى سبيل المثال عندما تذهب لتفتح باب ما في منزلك، ستمسك بمقبض الباب، وبما انك معتاد على مقابض الأبواب وطريقة عملها مسبقاً، فإنك لن تفكر في ذلك، بل ستقوم به لاشعوريا، دون النظر إلى التفاصيل الدقيقة المتعلقة بهذه القبضة بالذات، فالدماغ يثبط مثل تلك السيالات العصبية تلقائيا تجنباً للحمل الزائد الناتج عن معالجة مثل تلكم المعلومات.
وبشكل عام فإن الدماغ بالحالة العامة لا يتطرق للتفاصيل الدقيقة إلا عندما يتعرف على الشيء للمرة الأولى، ففي المثال السابق، فإن الدماغ سيتطرق للتفاصيل فقط في حالة مقبض باب من نوع جديد، مثلاً عندما يصعد شخص ما للقطار أو الطائرة للمرة الأولى، سيتعرف على نوع جديد ربما من مقابض الأبواب، وعندئذ فقط فإن الدماغ سيعالج التفاصيل الجديدة المتعلقة بالنوع الجديد من المقابض الذي لم يألفه سابقاً.

## شرح تفصيلي
في حالة تأخر التثبيط الكامن، سيقوم الدماغ بالتعامل مع جميع المؤثرات الحسية الجديدة بنفس الطريقة، بغض النظر إن كانت مألوفة من قبل أم لا، وسيطرح الدماغ سلسلة من الأسئلة من جديد في كل مرة تتعامل معه مع مقبض الباب مثلاً، أسئلة من قبيل ما هذا ومما يتكوّن ؟ وما وظيفة كل جزء؟ وكيف يعمل ؟، هذه الأسئلة سيطرحها الدماغ في حالة تأخر التثبيط الكامن في كل مرة يتعامل فيها مع هذا الشيء بغض النظر إن كان مألوفاً أم لا، الدماغ سيطرحها حتى ولو كان يعرف الإجابات، وسيبحث من جديد عن الإجابة، وهذا يؤدي إلى فهم تراكمي متزايد للشيء، ففي كل مرة يجيب الدماغ عن تلك الأسئلة، ستتحسن الإجابة بشكل تدريجي، وستتعمق بالتالي القدرة على الربط بين مختلف التفاصيل الدقيقة بشكل مستمر.
لنأخذ مثلاً لشخص لديه تأخر التثبيط الكامن وليكن الشخص أ برفقة شخص آخر ليس لديه تأخر في التثبيط الكامن وليكن الشخص ب، يخرجان لملاقاه صديق لهما وليكن الشخص جـ، عندما يقابلان جـ، يلاحظ ب أنه قد ارتدى نظاراته الشمسية المعتادة مثلاً، لكن أ يدرك خلافاً لـب أن جـ يرتدي نظارات جديدة متطابقة في الشكل مع نظاراته السابقة، لكن من ماركة مختلفة، إذ أن أ قرأ شعار الشركة على النظارات الشمسية من جديد، ولاحظ أن جـ قد ابتاع نظارات شمسية من جديد، وأن النظارات لها نفس شكل نظاراته السابقة لكن من ماركة مختلفة، وهنا يبدأ دماغ أ في طرح الأسئلة، متى آخر مرة رأينا فيها جـ ؟ منذ يومين، إذاً جـ تسوق خلال اليومين الأخيرين، إذاً جـ ربما قد اكتسب بعض المال، واعتمادا على معرفة أ بمكان سكنى جـ و المحلات التجارية القريبة منه، سيستنتج ربما المكان الذي ابتاع جـ منه نظاراته الجديدة، ولم َ قام جـ بالتخلي عن نظاراته القديمة ؟ أكسرت مثلاً ؟ أم أنها لم تكن بالجودة التي كان يتمناها ؟
إن عملية مماثلة يجريها الدماغ الحامل لتأخر التثبيط الكامن مع جميع المؤثرات الحسية التي يتلقاها.
ومن الجدير بالذكر ان الأشخاص الحاملين لتأخر التثبيط الكامن لا يعرفون ذلك، ولا يعرفون أن ادمغتهم تتعامل بطريقة مختلفة في تعاملها مع المؤثرات الحسية، لكنهم موجودون هنا وهناك، وقد تبدو أفكارهم غريبة للأشخاص العاديين، أو حتى أنها قد تكون مثار سخرية للأشخاص العاديين، وهذا مردّه إلى عجز الأشخاص العاديين عن فهم ورؤية الروابط المنطقية بين الأشياء التي كونها الأشخاص الحاملين لتأخر التثبيط الكامن، وفي المقابل قد يبدو الأشخاص الحاملين لتأخر التثبيط الكامن مغرورين بعض الشيء، إذ ان الأشياء التي تبدو بديهية لهم ( نتيجة الروابط المنطقية الغير مألوفة التي تكونها ادمغتهم) تكون غير مرئية للأشخاص العاديين.

## علاقة الـتثبيط الكامن بالعبقرية والإبداع
من الثابت أنه لا علاقة بين مستوى الذكاء IQ وبين تأخر التثبيط الكامن، ولكن إن صدف أن للشخص الحامل لتأخر التثبيط الكامن معدل ذكاء عالي، فإن ذلك سيُحسن طريقة تعامل الدماغ مع المشاكل التي تعترضه، وكذلك الأمر كفاءة تحليل المعلومات التي يجريها، وينعكس ذلك في تحسن ملحوظ للقدرات الإبداعية للشخص، فمثلاً سيكون لاولئك الأشخاص فرص بقاء أكبر من غيرهم لو تركوا في جزيرة نائية من دون أي أدوات أو وسائل اتصال، إذ أن دماغهم سيستفيد من كل الأشياء المحيطة بهم ويربط بينها، بهدف إيجاد سبل من للبقاء على قيد الحياة.

## سلبيات تأخر التثبيط الكامن
إن لم يكن مستوى ذكاء الشخص الحامل لتأخر التثبيط الكامن بالمستوى الكافي ليعالج دماغهم كل تلك المعلومات بشكل مستمر، سيقود ذلك إلى أشكال مختلفة من التوحد، ومن الجدير بالذكر هنا ووجود علاقة ما بين التوحد وتأخر التثبيط الكامن، إذ ثبت أن معدل التأخر في التثبيط الكامن لدى المتوحدين أقل من نظيره لدى الأشخاص العاديين، كما أن تأخر التثبيط الكامن ليس مرضاً نادراً ولكن هناك صعوبة تشخيص لانخفاض التثبيط الكامن، إذ أن حالات كثيرة من انخفاض التثبيط الكامن، قد تشخص خطأً على أنها متلازمة أسبرجر أو توحد أو وسواس قهري أو حتى قصور انتباه وفرط حركة، وهي أمراض وحالات نفسية تشترك في بعض أعراضها مع تأخر التثبيت الكامن، ويزيد من الطين بلة عدم وجود فحص أو اختبار معتمد عالمياً لتأخر التثبيت الكامن حتى الآن.